# Cigándi Falumúzeum
A Cigándi Falumúzeum egy 2000-ben alapított néprajzi múzeum Cigándon. A falumúzeum tájháza az 1920-as évek paraszti polgárosodási folyamatába bekapcsolódó falu életmódját, népi építészetét és lakáskultúráját mutatja be. Működése során, igazi oktatóközponttá nőtte ki magát, amely a hagyományok aktív ápolása révén, a Bodrogköz bázisintézményévé vált.
A falumúzeum által szervezett közösségi rendezvények, kulturális turizmushoz kapcsolódó fesztiválok, gasztronómia bemutatók, illetve a népi hagyományok iskolán kívüli oktatását szolgáló múzeumpedagógiai foglalkozások, táborok, játszóházak, kézműves szakkörök mind-mind a helyi identitás erősítését és a nemzeti kulturális örökség fenntartását szolgálják.
A Cigándi Falumúzeum fejlesztése során, mára skanzenné bővült, amely 2015-ben nyílt meg a nagyközönség előtt, Bodrogközi Múzeumporta néven. Az intézmény kiemelt szerepet tölt be a város és a Bodrogköz hagyományainak ápolásában, őrzésében és aktív közönség kapcsolatával kiemelkedik a magyarországi tájházak sorából.

## Története

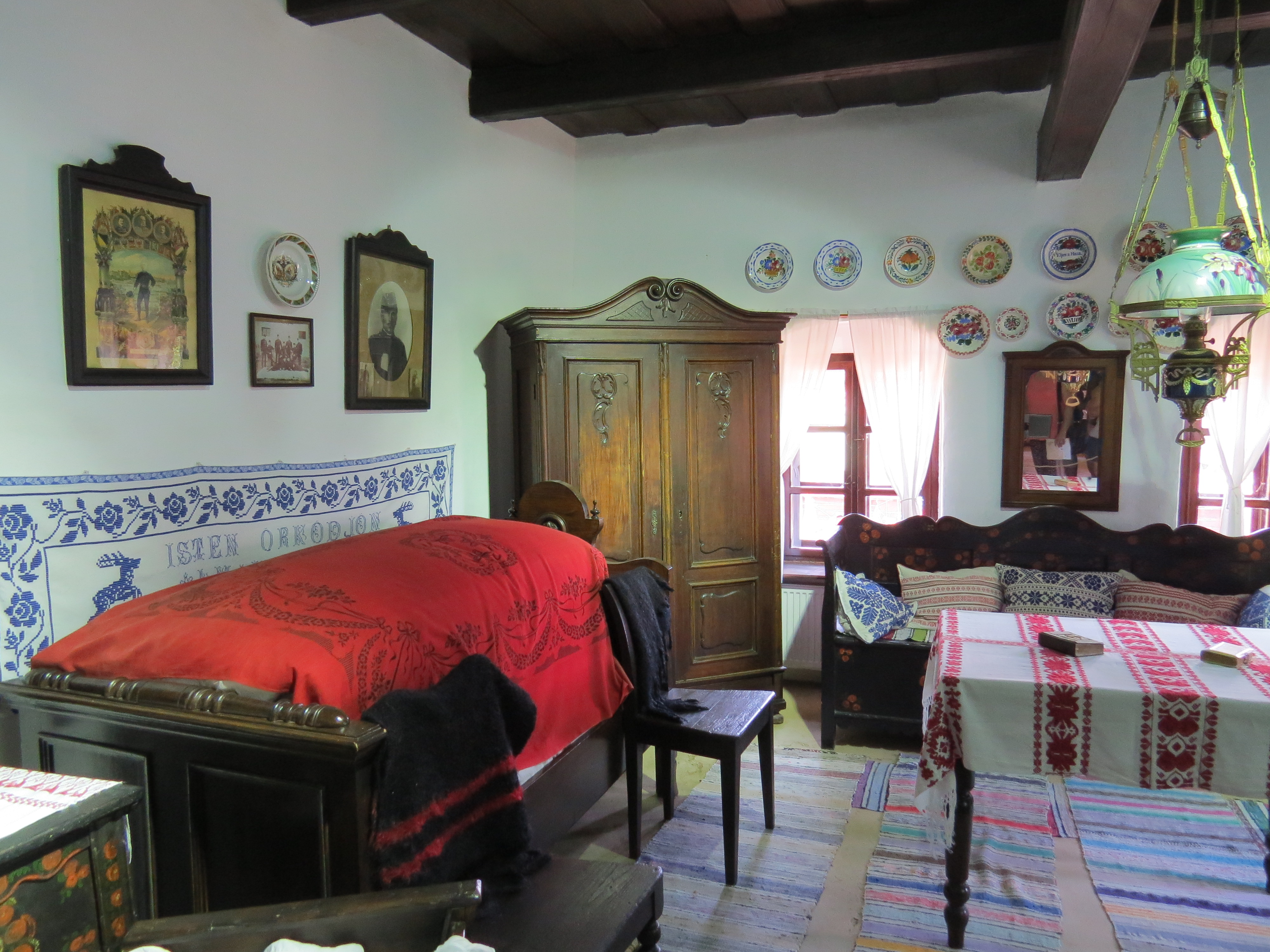
A tájház "tiszta szoba" részlete 2018-ban)

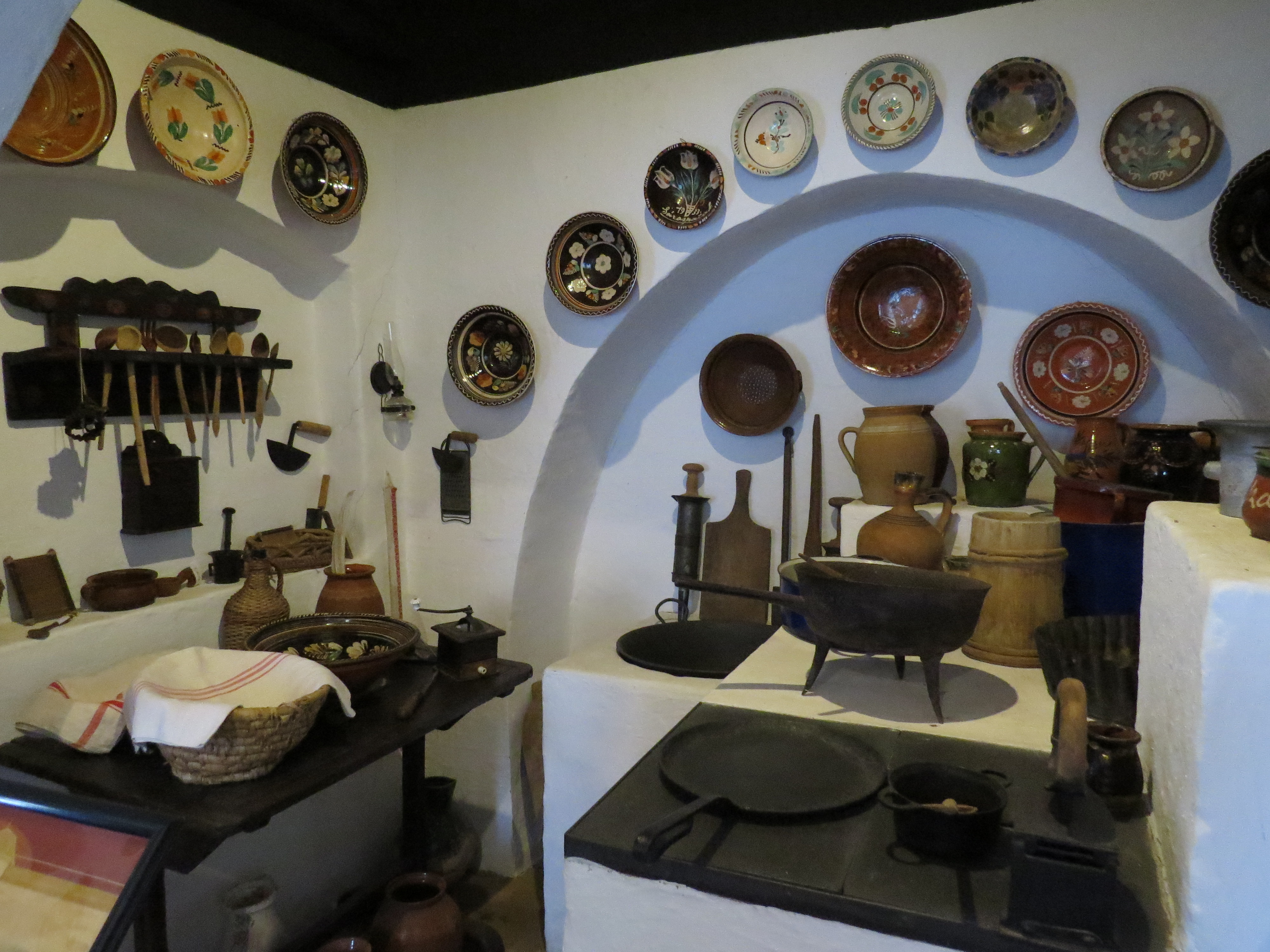
A tájház pitvar részlete)

1999-ben Cigánd nagyközség önkormányzata vásárolta meg azt a település központjában lévő elhagyatott épületet, melynek építési ideje a 20. század elejére tehető. A falumúzeum mai formája rekonstrukció eredménye. Régi fotó alapján építették újra a tornácos épületet, amely nádtetőt kapott. A falazott oromzatot - statikai okokból - a régi mintáknak megfelelő deszka oromzat váltotta fel. A hátsó gazdasági helyiségek helyén, nagyméretű foglalkoztató és közösségi helyiséget alakítottak ki. A házat az ezredfordulón hosszirányban bővítették tovább, új eresz és istálló építésével. A telken a házzal szemközt - a megszűnt kamra és szín pótlására -, újra felépítettek egy két egységből álló önálló épületet. A kiállítás anyaga Cigánd lelkes lokálpatriótáinak adományaiból gyűlt össze.
Megnyitására a millenniumi ünnepség keretében, 2000. augusztus 19-én került sor.
2001-ben megépítésre került a gazdasági épület és a faszerkezetű „Táncpajta” - „A Bodrogköz Tájmúzeumáért” Alapítvány támogatásával - mely biztosítja a látogatók fogadását, kiszolgálását, a rendezvények helyszínét. Helyt ad kézműves foglalkozásoknak, időszaki kiállításoknak, gasztronómiai bemutatóknak, fesztiváloknak, táncházaknak valamint családi napok rendezésének.
A Cigándi Falumúzeum 2012-ben kiterjesztette közönségkapcsolati tevékenységét régiója több településére, sőt egy határon átnyúló pályázaton is eredményesen szerepelt, vagyis nemzetközi szintre emelte ismeretátadási programját.
2013-ban „A Gyöngyösbokrétától a Zemplén Gyermek- és Ifjúsági Néptáncegyüttesig” című állandó kiállítás nyílt az együttes fennállásának 50. évfordulójára.
Mindezekért a Magyarországi Tájházak Szövetsége a 2012-es „Év Tájháza” címet, a Cigándi Falumúzeumnak adományozta. A díjat, 2013. október 5-én a Tolna megyei Decsen adták át, a falumúzeumot fenntartó önkormányzat polgármesterének.
2014. szeptember 25-27. között Cigánd városa adott otthont a Magyarországi Tájházak Szövetsége XII. országos szakmai konferenciájának és találkozójának, ahol kihirdették a 2014-es „Év Tájháza” cím nyertesét, amelyet a Hosszúhetényi tájháznak adományoztak.
A „Múzeumok Párbeszéde” című szlovák -magyar határon átnyúló projekt keretében, 2014 nyarán elkezdődtek a Cigándi Falumúzeum nagyszabású kibővítési munkálatai. A „Bodrogközi Skanzen” kialakításával megújult a Falumúzeum főépülete is, és a beruházás 2015. augusztus 20-án került átadásra Bodrogközi Múzeumporta néven.

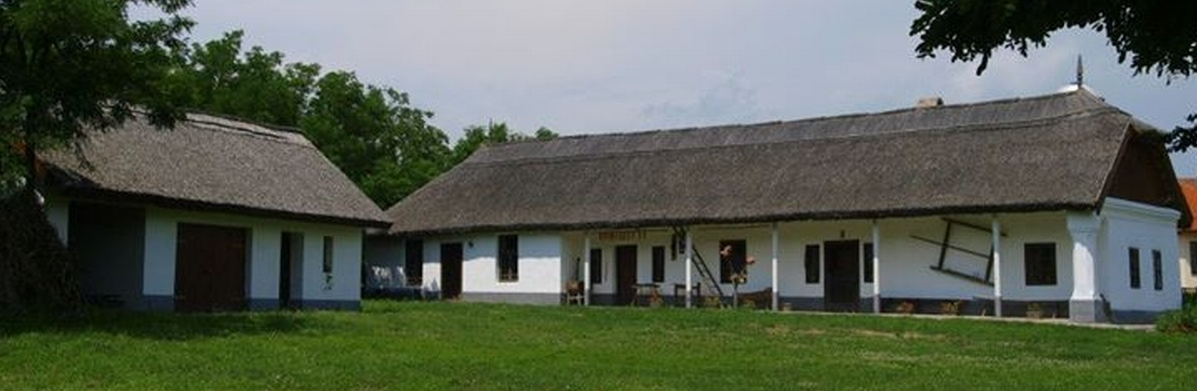

## A tájház leírása
A falumúzeum fő épületében négy helyiség látogatható: két enteriőr - a tisztaszoba és a pitvar - és két kiállító helyiség: a szőttes - és a helytörténeti kiállítás. A tájház állandó kiállításai korhűen mutatják be Cigánd történetét, népi építészetét, lakáskultúráját, népművészetét, továbbá a földművelés és a hozzá kapcsolódó mesterségek eszközeit. A hajdani istálló helyén, múzeumpedagógiai foglalkoztató terem került kialakításra.
A felújítás során végzett falkutatások alapján, eredetileg háromosztatú (szoba, pitvar, kamra) lakóház volt és egy hozzáépített nyitott ereszből állt. Építési ideje az 1900-as évekre tehető, ugyanis már nem volt benne ún. kabolás kemence, csupán az ún.csikómasina füstelvezető nyílását lehetett megtalálni. Az épületen a 20. század folyamán számos átalakítást végeztek. Az 1920-as évek körül a lakószobából tisztaszobát, míg a kamrából hátsó szobát alakítottak ki. A nyitott színből hátsó konyhát építettek kemencével, de már zárt füstelvezető járattal.

## Állandó rendezvényei
- Magyar Kultúra Napja
- Húsvéti játszóház
- Zöldágjárás - Tavaszköszöntő Családi Nap
- Gyermeknap
- Múzeumok éjszakája
- Virágos Szent János Ünnepe
- Szent István napja - Nemzeti Ünnep - Városnap
- Bélesfesztivál
- Márton Napi Vigasság
- András Napi Jótékonysági Bál
- Adventi játszóház
- Mindenki karácsonya

## Díjai
- „Megyénk Kultúrájáért" díj (2011)
- „Önkormányzatok a közművelődésért” díj (2013)
- „Év Tájháza” díj (2013)[2]

## Kapcsolódó szócikk
- Bodrogközi Múzeumporta